# Moshava

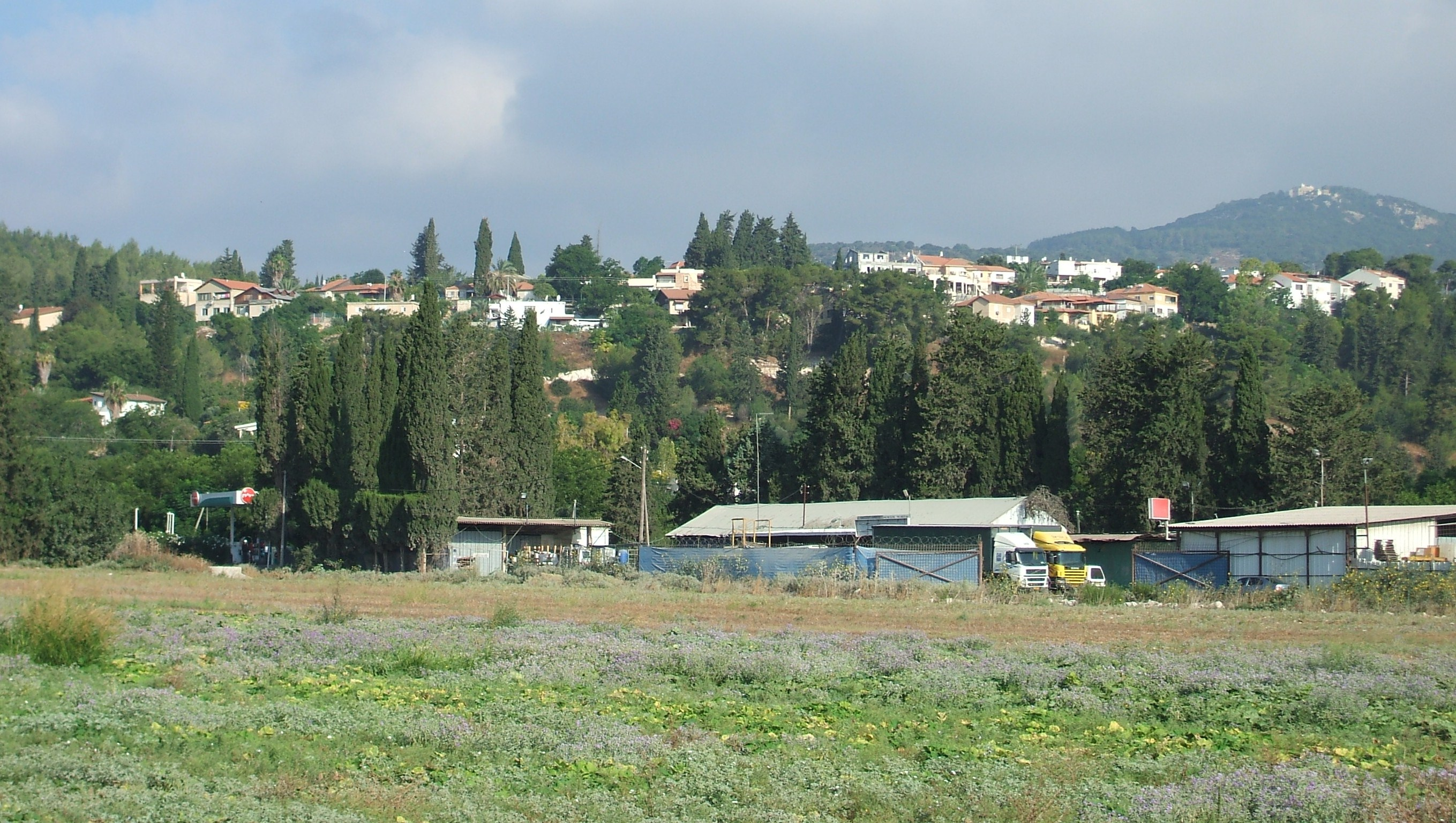
Yoqneam (Moshava)

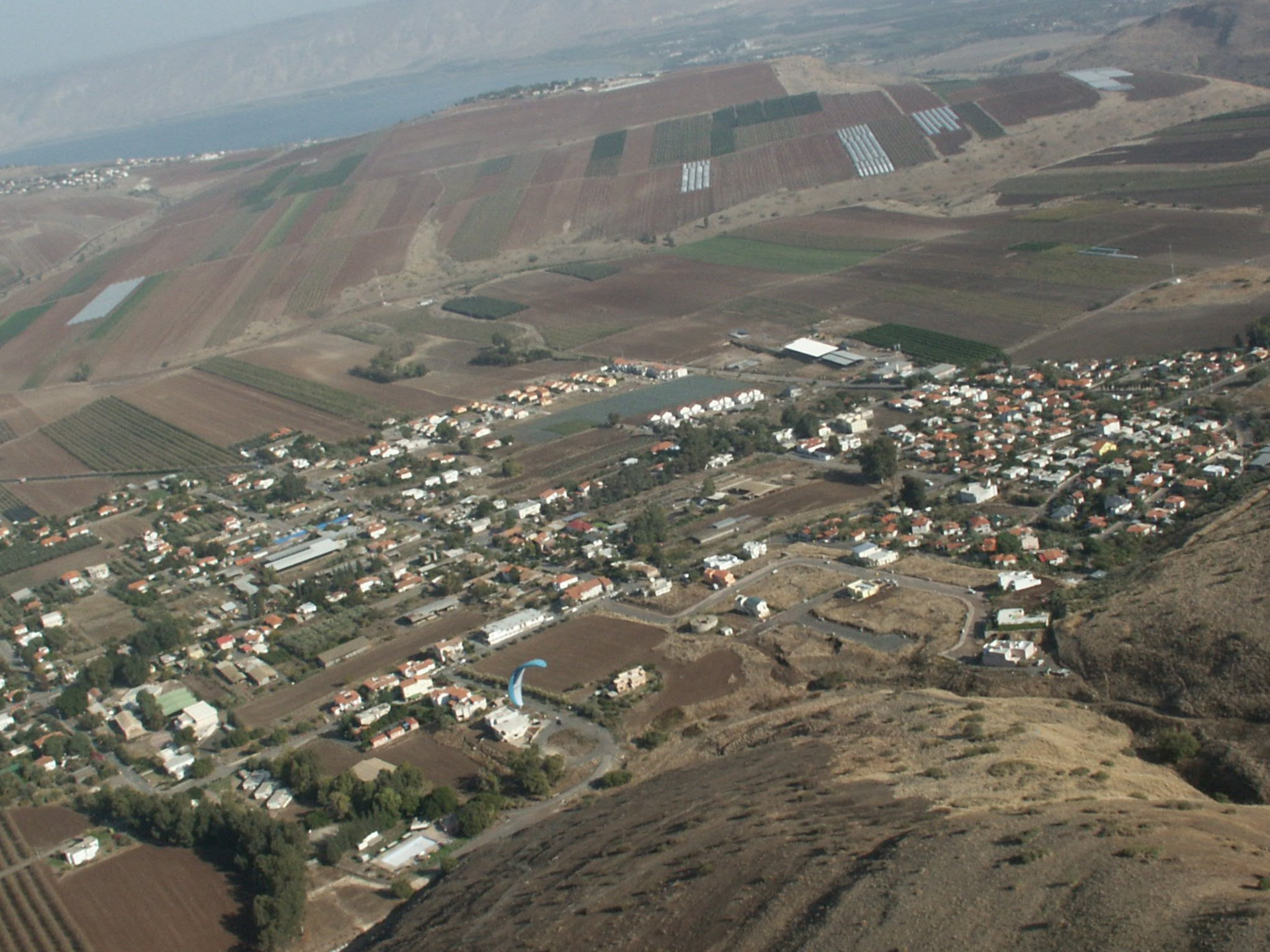
Yavne'el (Moshava)

Uma moshava (em hebraico: מושבה), plural: Moshavot (מושבות) é uma forma de assentamento rural em Israel.
Em uma moshava, em oposição aos assentamentos comunais como o kibutz e o moshav, toda a terra e os bens são de propriedade privada. As primeiras moshavot, descritos como "colônias" na literatura profissional, foram estabelecidos pelos pioneiros da primeira Aliá na Palestina otomana.  A economia inicial das moshavot foi baseada na agricultura.
Petah Tikva, conhecida como a "Mãe das moshavot" (Em HaMoshavot),  foi fundada em 1878, quatro anos antes da primeira Aliá, por judeus religiosos de Jerusalém. As primeiras quatro moshavot do período da primeira Aliá foram Rishon LeZion, Rosh Pinna, Zikhron Ya'akov e Yesud HaMa'ala.